# Teddy (miniserie televisiva)
Teddy è una miniserie televisiva italiana, realizzata da Fox Life in collaborazione con Mercedes-Benz.
Composta da 4 puntate, la miniserie viene trasmessa dal 25 febbraio al 18 marzo 2019 alle 21:00, prima di Grey's Anatomy.

## Trama
Viola e Marta (Stella Egitto) sono due gemelle, che lottano con la loro sorella maggiore, Giulia (Camilla Filippi), per avere un orsacchiotto che si sono contese sin dall'infanzia.

## Personaggi e interpreti
- Viola e Marta, interpretate da Stella Egitto[1]
- Giulia, interpretata da Camilla Filippi[4]

## Puntate
| n° | Titolo          | Prima TV         |
| -- | --------------- | ---------------- |
| 1  | Prima puntata   | 25 febbraio 2019 |
| 2  | Seconda puntata | 4 marzo 2019     |
| 3  | Terza puntata   | 11 marzo 2019    |
| 4  | Quarta puntata  | 18 marzo 2019    |